# Biggles (Studio Vandersteen)
Biggles is een Belgische stripreeks van Studio Vandersteen die geïnspireerd is op de jeugdboekenfiguur Captain James Bigglesworth uit de boeken van William Earl Johns.
De eerste tien albums werden getekend door Karel Verschuere. In 1967 werd Verschuere ontslagen bij Studio Vandersteen. Hierop nam Karel Biddeloo deze stripreeks over.
De albums werden uitgegeven vanaf 1965 en zijn herkenbaar aan de groene kleur. Het laatste verhaal Het laatste konvooi werd in 1968 in De Standaard bijlage Patskrant in kleur gepubliceerd, maar verscheen pas in 1998 (in tweekleurendruk) in albumvorm.

## Albums
1. In het verre oosten (1965)
2. In de jungle (1965)
3. In India (1966)
4. De onbekende piloot (1966)
5. In de Oriënt (1966)
6. In Arabië (1966)
7. Ontvoering in Thailand (1966)
8. Operatie spacefighter (1967)
9. In Tibet (1967)
10. Basis op Kwan-tia (1967)
11. De valschermspringers (1967)
12. De samouraï (1967)
13. Objectief boomerang (1968)
14. Alarm in Gadougou (1968)
15. Barracuda schaakmat (1968)
16. Hawk slaat toe (1968)
17. Mato grosso (1968)
18. Afrekening in Caïro (1969)
19. Orient express (1969)
20. De terugkeer van Hawk (1969)
21. Het laatste konvooi (1998)

## Biggles Integrale uitgaven
In 2022 besloot Standaard Uitgeverij om alle eenentwintig Biggles verhalen te gaan bundelen in integrale boeken, telkens met een dossier van 14 pagina's erbij. Eugeen Goossens werd benaderd door Standaard Uitgeverij om voor de Biggles Integrale reeks de covers te hertekenen. Op 4 april 2023 verscheen integraal deel één van De avonturen van Biggles, het vierde en tevens laatste deel van deze integrale reeks verscheen op 16 april 2024. Goossens heeft in zijn tijd bij Studio Vandersteen overigens nooit een bijdrage geleverd aan de Biggles productie.